# Ospriocerus minos
Ospriocerus minos là một loài ruồi trong họ Asilidae. Ospriocerus minos được Osten-Sacken miêu tả năm 1887. Loài này phân bố ở vùng Tân Bắc giới.